# Hermantown (Minnesota)
Hermantown es una ciudad ubicada en el condado de St. Louis en el estado estadounidense de Minnesota. En el Censo de 2010 tenía una población de 9414 habitantes y una densidad poblacional de 105,76 personas por km².

## Geografía
Hermantown se encuentra ubicada en las coordenadas 46°48′24″N 92°14′30″O / 46.80667, -92.24167. Según la Oficina del Censo de los Estados Unidos, Hermantown tiene una superficie total de 89.02 km², de la cual 88.96 km² corresponden a tierra firme y (0.06%) 0.05 km² es agua.

## Demografía
Según el censo de 2010, había 9414 personas residiendo en Hermantown. La densidad de población era de 105,76 hab./km². De los 9414 habitantes, Hermantown estaba compuesto por el 93.1% blancos, el 2.39% eran afroamericanos, el 1.16% eran amerindios, el 1.23% eran asiáticos, el 0.04% eran isleños del Pacífico, el 0.5% eran de otras razas y el 1.58% pertenecían a dos o más razas. Del total de la población el 2.17% eran hispanos o latinos de cualquier raza.